# Ashley Hunt
Ashley C. Hunt (* 3. April 1970 in Los Angeles) ist ein US-amerikanischer Konzeptkünstler, Videokünstler und Aktivist.

## Leben und Werk
Ashley Hunt studierte bis 1994 Kunst an der University of California, Irvine und legte 1998 den Master of Fine Art an der School of the Art Institute of Chicago ab. 2000 schrieb er sich in das Whitney Independent Study Program des Whitney Museum of American Art ein. Hunt wurde mit zahlreichen Preisen ausgezeichnet. Er hält Vorträge, Symposien und Seminare im In- und Ausland. Hunt ist Leiter des Bereichs Fotografie und Medien des California Institute of the Arts.
Mithilfe von Videos, Fotografien, Karten und Texten macht Hunt auf soziale Prozesse und Bedingungen aufmerksam, die in den Medien nicht gezeigt werden. Ein immerwährendes Thema seiner künstlerischen Auseinandersetzung ist das Thema Macht und ihre unverhältnismäßige Verteilung sowohl auf die Individuen, als auch auf Unternehmen und Länder.
The Corrections Documentary Project ist eine bekannte Videoinstallation von Ashley Hunt. Zusammen mit David Thorne, Katya Sander, Sharon Hayes und Andrea Geyer stellte er die Videoinstallation 9 Scripts from a Nation at War auf der documenta 12 in Kassel aus. A Worldmap: In Which We See… stellte Ashley Hunt 2011 im Zentrum für Kunst und Medien in Karlsruhe aus.